# Centruroides lenca
Espèce
Centruroides lenca est une espèce de scorpions de la famille des Buthidae.

## Distribution
Cette espèce est endémique du département d'Ocotepeque au Honduras. Elle se rencontre vers Belén Gualcho sur le Pacayita.

## Description
La femelle holotype mesure 43,40 mm, les mâles mesurent de 39,48 à 43,40 mm et les femelles de 32,66 à 46,05 mm.

## Systématique et taxinomie
Cette espèce a été décrite par Armas et Cubas-Rodriguez en 2025.

## Étymologie
Cette espèce est nommée en l'honneur des Lenca.

## Publication originale
- Armas & Cubas-Rodriguez, 2025 : « A new Centruroides species and first record of C. tapachulaensis Hoffmann, 1932 (Scorpiones: Buthidae) from Honduras. » Euscorpius, no 412, p. 1-12 (texte intégral).